# Nokia 2630

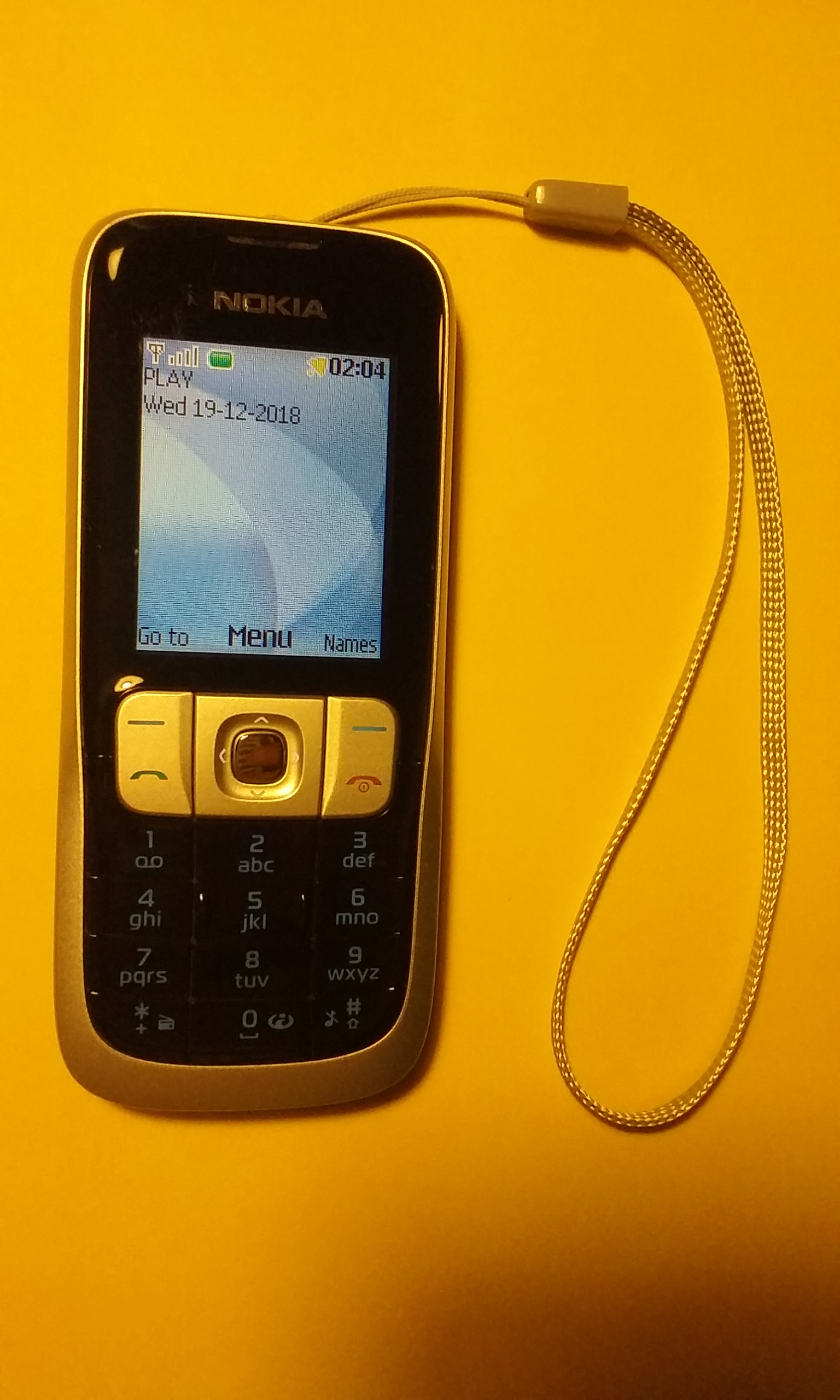
Nokia 2630

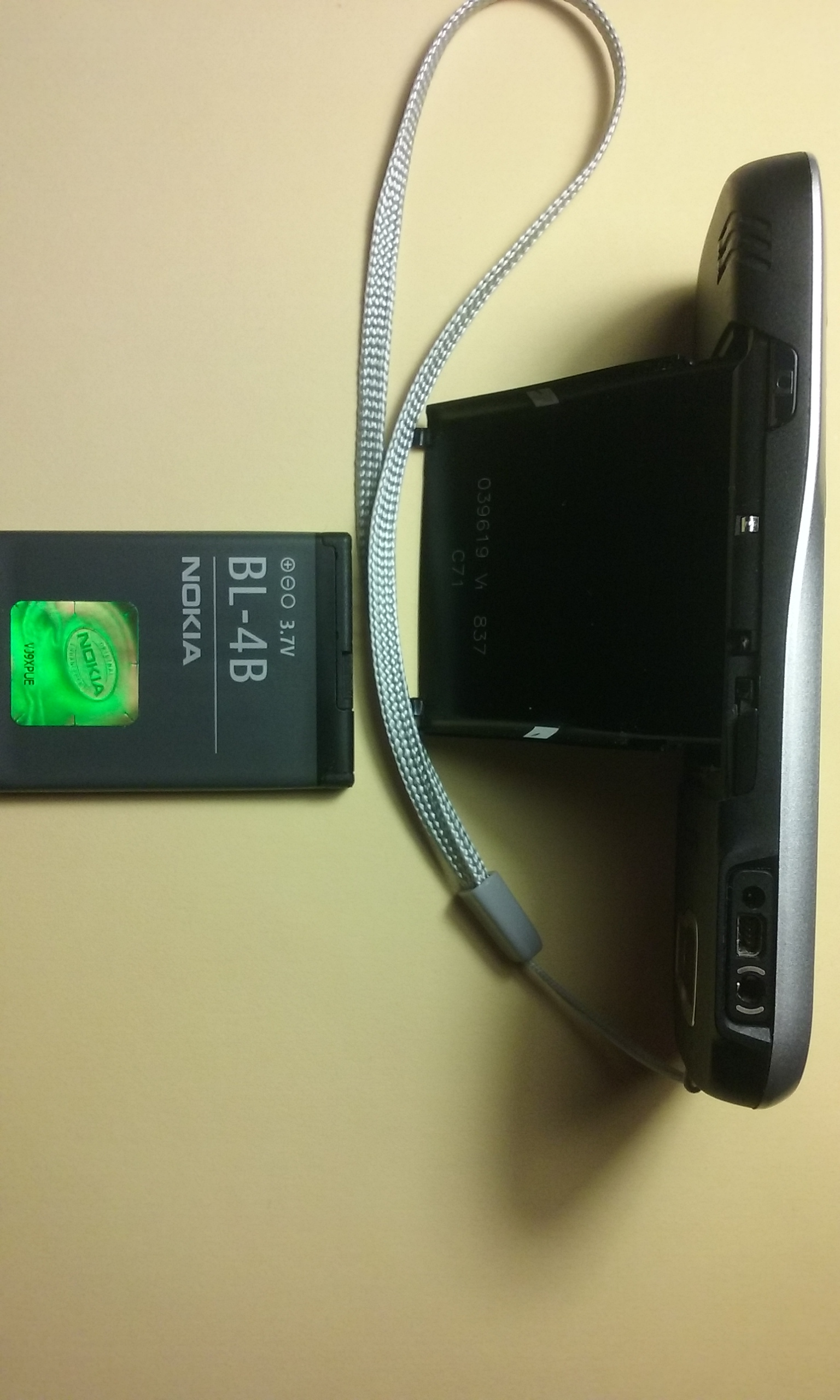
Nokia 2630 con ranuras visibles y batería BL-4B

El nokia 2630 fue un teléfono móvil creado por la marca finlandesa Nokia que salió a la venta en 2007. Un teléfono básico posee una cámara VGA con zoom de 4x también graba videos. Posee tecnología Bluetooth, permite enviar y recibir correo electrónico. El nokia 2630 tiene una pantalla con 65 536 colores, equipado con radio, viene con manos libres integrado y tiene 11  MB de memoria interna.

## Diseño
Este modelo tiene 9,9 mm de espesor y pesa 66 gramos. La tecla roja para colgar también sirve para apagar el móvil. Si se mantiene presionada la tecla de asterisco saldrá de inmediato la radio y si tiene presionada la tecla numeral se cambiará al perfil silencio. El tipo de pantalla es TFT

## Organizador
Incluye calculadora, alarma, agenda, lista de tareas, notas, Temporizador y cronómetro.

## Juegos
Los juegos que generalmente incluyen son Snake y Sudoku pero se pueden descargar más juegos.

## Mensajería
Se puede enviar mensajes flash, mensajes de voz, y los mensajes de correo electrónico son clientes de POP3, SMTP e IMAP4.

## Cámara
Toma y graba videos con un zum de 4x, tiene modo nocturno, secuencia de imágenes, se le puede cambiar de calidad en alta, media y baja los tamaños de las imágenes son 640x480, 320x240 y 160x120 y se le puede desactivar los sonidos de la cámara.
- Datos: Q2002116
- Multimedia: Nokia 2630 / Q2002116